# Cyanarctia
Cyanarctia is een geslacht van vlinders van de familie spinneruilen (Erebidae), uit de onderfamilie Arctiinae.

## Soorten
- C. basiplaga Felder, 1874
- C. carpintera Schaus, 1910
- C. dama Druce, 1894
- C. flavinigra Dognin, 1910
- C. percurrens Warren, 1905